# Vredens druer (film)
Vredens druer (originaltitel The Grapes of Wrath) er en film fra 1940, instrueret af John Ford. Filmen er baseret John Steinbecks roman af samme navn fra 1939.
Filmen handler om Joad-familien fra staten Oklahoma, der rejser til Californien for at søge arbejde efter at have mistet deres gård under Depressionen i 1930'erne. Filmen beskriver også deres hårde rejse tværs over USA til Californien.

## Handlingen
Filmen starter med, at Tom Joad (spillet af Henry Fonda) løslades fra fængslet og blaffer hjem til familiens gård i Oklahoma blot for at finde ud af, at alle er rejst.
Tom støder på en tidligere omrejsende prædikant, Jim Casy (spillet af John Carradine), som sidder under et træ ved siden af vejen. Tom kan huske, at Casy var den prædikant, der døbte ham, men nu har Casy mistet kaldet og troen. Casy tager ham med til Toms onkel, John, hvor resten af familien er. De er glade for at se Tom og forklarer, at de har planer om at tage til Californien for at søge arbejde, nu da deres gård er blevet overtaget af banken.
Joad-familien, der består af 12 medlemmer, tager af sted ved daggry med al deres habengut i en gammel, forfalden lastbil og starter deres lange rejse mod Californien – landet, der flyder med mælk og honning.
Rejsen langs Highway 66 er hård og kræver sin pris af Joad-familien. Den svage og gamle Grampa er den første, der dør under turen. De holder ind til siden af vejen og begraver ham. Tom laver en slags gravsten af en side fra familiens bibel.
De gør holdt i en lejr, hvor de møder en mand, som er på vej tilbage fra Californien. Han griner af Pas optimisme og fortæller bittert om de rædselfulde oplevelser, han har haft i Californien. Han antyder, at Joad-familien snart vil finde ud af det samme.
Familien ankommer til den første lejr for arbejdere i Californien og ser, at den er fyldt med andre sultende, arbejdsløse og desperate mennesker. Deres lastbil kører langs grusvejen mellem skurene og lejrens sultne beboere. Tom siger, at det så sandelig ikke ser særlig velstående ud.
Efter et slagsmål med en såkaldt ballademager tager Joad-familien hurtigt af sted igen.
De tager til en anden lejr. Efter at have arbejdet lidt i markerne finder de ud af, at maden og de andre varer i firmabutikken er meget dyre. Problemet er, at det er den eneste butik i hele området. Senere hører de, at der er en strejkegruppe i lejren. Tom vil finde ud af, hvad det hele går ud på og tager til et hemmeligt møde i skoven.
Mødet bliver opdaget af firmaets vagter, og Casy bliver dræbt. Tom forsvarer Casy mod det brutale angreb og dræber vagten. I kampens hede får Tom et stort sår i ansigtet, og vagterne er klar over, at han vil være let at genkende.
Om aftenen gemmer familien Tom under madrasserne i lastbilen lige før, vagterne kommer for at udspørge dem og lede efter vagtens drabsmand. Tom undgår at blive opdaget, og familien har held til at forlade lejren uden yderligere problemer.
På toppen af en bakke løber de tør for benzin men er i stand til at rulle ind i en tredje slags lejr – en ordentlig og ren lejr, der ledes at landbrugsministeriet.
Tom er blevet politisk bevidstgjort af, hvad han har oplevet, og han vil fortsætte Casys mission og kæmpe for sociale reformer. Tom tager af sted for at lede efter den nye verden og forlader familien for at slutte sig til bevægelsen, der kæmper for social retfærdighed. Han siger:
"I'll be all around in the dark. I'll be everywhere. Wherever you can look, wherever there's a fight, so hungry people can eat, I'll be there. Wherever there's a cop beatin' up a guy, I'll be there. I'll be in the way guys yell when they're mad. I'll be in the way kids laugh when they're hungry and they know supper's ready, and when people are eatin' the stuff they raise and livin' in the houses they build, I'll be there, too."
("Jeg er et eller andet sted i mørket. Jeg er over det hele. Hvor end du ser, hvor end der er en kamp for at sultne mennesker kan få mad, så vil jeg være der. Hvor end der er en strømer, der tæver en fyr, så vil jeg være der. Jeg vil være til stede i den måde folk skriger på, når de er vrede. Jeg vil være til stede i den måde børn ler på, når de er sultne og ved, at maden er klar. Når folk spiser det de selv har dyrket og bor i de huse, de selv har bygget, så vil jeg også være dér.")

## Filmnoter
Filmproduktionen begyndte 4. oktober 1939 og var afsluttet 16. november 1939.
Filmen havde premiere i New York 24. januar 1940 og i Los Angeles 27. januar 1940. Filmen blev vist første gang i resten af landet 15. marts 1940.
Filmens "falske" arbejdstitel var Highway 66. Det skyldtes, at John Ford var nødt til at filme i Oklahoma i forbindelse med scenerne på Highway 66, og Steinbecks roman var meget upopulær blandt mange af statens indbyggere. Romanen var blevet kritiseret, allerede da den udkom, især i Midtvesten.

### Underlige makkere
Både producenten Darryl F. Zanuck og John Ford var underlige valg til at lave denne film, da de begge blev opfattet som politisk meget konservative.

### Før produktionen
Darryl F. Zanuck var nervøs pga. romanens stærke vensteorienterede synspunkter, især i slutningen. På grund af tidens kommunistjagt sendte Zanuck folk til Oklahoma for at hjælpe med til at legitimere filmen. Da Zanucks folk fandt ud af, at forholdene for befolkningen i Oklahoma faktisk var meget hårde, følte han sig sikker på, at han kunne forsvare filmen mod evt. angreb, der beskyldte den for at være pro-kommunistisk.
Alligevel nedtonede han romanens holdninger i filmen og fik på den måde det store publikum til at acceptere fortællingen om Joad-familien. Der er også dem, der mener, at kommunismen pga. Hitlers magtovertagelse i Europa på det tidspunkt ikke var udsat for så stor en dæmonisering i USA.

## Kritikernes reaktion
Anmelderne var ved premieren meget positive, selvom filmen også havde sine kritikere, især pga. dens venstreorienterede holdninger.
Da filmkritikeren Bosley Crowther i 1967 trak sig tilbage fra New York Times udråbte han Vredens druer til at være blandt de 50 bedste film nogensinde (40 % af de film, Crowther nævnte, var i øvrigt udenlandske). 

### Nutidens syn
I dag er filmen en klassiker og bliver stadig vist på mange universiteter og i mange fagforeninger over hele USA. Da filmen blev vist i en stor fagforening i Baltimore, skrev filmkritikeren en anmeldelse. Han kunne især godt lide filmens billeder, og selvom filmen bød på store skuespilpræstationer, mente han, at den virkelige stjerne i filmen var fotografen Gregg Tolands kameraarbejde.
I 1998 stemte 1500 filmeksperter i American Film Institute om de bedste amerikanske film nogensinde, og Vredens druer kom ind på plads nr. 21. Og i 2005 var filmen rykket op til plads nr. 7.

## Sammenligning med romanen
Den første del af filmen følger romanen ret præcist. Men den anden halvdel og især slutningen er meget forskelig fra romanen. Romanen slutter med Joad-familiens nederlag og opløsning, mens filmen bytter rundt på rækkefølgen, så familien ender i regeringens "gode" lejr, og alt slutter relativt godt.
Romanens slutning var også alt for kontroversiel til at komme med i filmen. I romanen er der en kvinde, der føder et dødfødt barn og derefter lader en sultende mand die ved sine mælkefyldte bryster. Den scene kom ikke med i filmen.
Og selvom filmen er barsk, så er den mere optimistisk end romanen, især da Joad-familien kommer til regeringens lejr – den rene lejr. Prucenterne ønskede også at nedtone Steinbekcs politiske referencer i romanen ved at udelade en jordejers monolog, der beskriver de "røde" som enhver, der vil have 30 cents i timen, når han betaler 25 cents, for dermed at vise, at under de eksisterende forhold er en rød enhver arbejder, der ønsker bedre løn. Og filmen lægger også større vægt på Ma Joads pragmatiske fremadskuende måde at håndtere situationen på.